# Zell im Fichtelgebirge
Zell im Fichtelgebirge, tên trước kia Zell (tên chính thức đến tháng 7-2007) là một đô thị ở huyện Hof bang Bavaria thuộc nước Đức